# Прибац Хребељановић
Прибац Хребељановић, отац кнеза Лазара, рођен око 1300. године, био је логотет па пехарник на двору цара Душана. 
Име Лазареве мајке за историју је остало непознато али се зна да је Прибац поред Лазара рођеног 1329. имао и кћерку Драгану и још једну кћерку којој се не зна име. У време сукоба цара Душана са оцем Стефаном Дечанским, Прибац је пружио пуну подршку Душану и тиме стекао пуну захвалност тадашњег српског краља и титулу логотета. Био је један од бројних великаша који су живели на двору, ни превише богат али ни превише ситан властелин. У време проглашења царевине 1346. године, многи властелини су добили веће титуле (деспоти, севастократори, кесари...) и читаве области којима су господарили а које су биле освојене од Царевине Византије, али Прибац је био задовољан чињеницом да се налази у близини цара и да има тврђаве Прилепац (место Лазаревог рођења) и Призренац. 
Међу разноразним списима и повељама ретко се помиње његово име а једна од њих је повеља из фебруара 1340. године. Већи део његове службе као логотета а касније пехарника (великог слуге) састојала се од послова везаних за свечане обреде и разне протоколе. И поред тога Прибац је успео да свог сина Лазара доведе у дворску службу са титулом ставиоца, која је била намењена младим члановима оних властелинских породица које цар сматра за угледне. Тако је Прибац, иако не превише амбициозан, успео да сину на неки начин прокрчи пут славе јер је млади Лазар успео да на двору сагледа политичку ситуацију, проблеме и технику владања.